# Dockray
Dockray – osada w Anglii, w Kumbrii. W 1870-72 wieś liczyła 728 mieszkańców.